# Niphoparmena carinipennis
Niphoparmena carinipennis är en skalbaggsart som beskrevs av Stefan von Breuning 1958. Niphoparmena carinipennis ingår i släktet Niphoparmena och familjen långhorningar. Inga underarter finns listade i Catalogue of Life.